# 中国篮球博物馆
中国篮球博物馆，2019年7月25日由中国篮球协会与天津市体育局签订协议，决定在天津市南开区东马路94号中国第一个室内篮球馆——原天津基督教青年会旧址筹建。

## 筹建过程
2019年7月25日，南开大学建校100周年“以体育人”——张伯苓体育思想高峰论坛期间，中国篮球协会主席姚明与天津市体育局签署了《关于在天津设立中国篮球博物馆的合作意向书》。预计2021年建成开放。